# Música absoluta
La música absoluta és un gènere musical que es caracteritza per la seva puresa i per l'absència d'interferències d'elements extramusicals, en contraposició a la música programàtica descriptiva.
El terme d'origen alemany absolute musik sorgí de les controvèrsies que durant el segle xix enfrontaren compositors, crítics i filòsofs. Richard Wagner l'utilitzà per a condemnar la música mancada, segons ell, d'una sòlida base poètica o dramàtica; per a ell, la música "absoluta" estava aïllada, separada del món, estèril. Eduard Hanslick, contràriament, l'emprà per a alabar un tipus de música en estat de puresa inicial, abans de subordinar-se al text (cançó, si el text és explícit; poema simfònic, si és implícit, a manera de programa), al drama (òpera) o fins i tot als requeriments de l'expressió emocional. Cap música no pot ser absoluta si es vol entendre en termes extramusicals. La música absoluta per excel·lència és, doncs, la música instrumental. Hanslick considerava aquesta qualitat d'aïllament un garant de la puresa: la música només es podia entendre en termes d'ella mateixa. Hanslick va tenir pocs seguidors entre els músics durant la seva vida (1825–1904). Cap al 1920, però, la música absoluta va ser avalada per modernistes líders, inclosos Arnold Schönberg i Ígor Stravinski.